# Igor Kolodinski
Ígor Gueorguiyevich Kolodinski –en ruso, Игорь Георгиевич Колодинский– (Magdeburgo, RDA, 7 de julio de 1983) es un deportista ruso que compitió en voleibol, en la modalidad de playa.
Ganó una medalla de plata en el Campeonato Mundial de Vóley Playa de 2007 y una medalla de bronce en el Campeonato Europeo de Vóley Playa de 2008.

## Palmarés internacional
| Campeonato Mundial | Campeonato Mundial  | Campeonato Mundial | Campeonato Mundial |
| Año                | Lugar               | Medalla            | Pareja             |
| ------------------ | ------------------- | ------------------ | ------------------ |
| 2007               | Gstaad (Suiza)      | Medalla de plata   | Dmitri Barsuk      |
| Campeonato Europeo |                     |                    |                    |
| Año                | Lugar               | Medalla            | Pareja             |
| 2008               | Hamburgo (Alemania) | Medalla de bronce  | Dmitri Barsuk      |